# Гішам ель Герруж
Гішам ель Герруж (14 вересня 1974) — марокканський легкоатлет, олімпійський чемпіон. Член
Зали Слави IAAF (2014).

## Виступи на Олімпіадах
| Олімпіада    | Дисципліна         | Місце |
| ------------ | ------------------ | ----- |
| Атланта 1996 | біг на 1500 метрів | 12    |
| Сідней 2000  | біг на 1500 метрів | 2     |
| Афіни 2004   | біг на 1500 метрів | 1     |
| Афіни 2004   | біг на 5000 метрів | 1     |